# Personaggi di Kanon

Da in basso al centro in senso orario: Yuuichi, Nayuki, Makoto, Mai, Shiori e Ayu

In questa voce sono presenti tutti i personaggi rilevanti che appaiono nella visual novel, nell'anime e negli altri media di Kanon.

## Principali

### Yuuichi Aizawa
Yuuichi Aizawa (相沢 祐一?, Aizawa Yuuichi) è il protagonista della serie. La storia si basa sul rapporto di questo ragazzo con diverse ragazze che aveva incontrato da piccolo nella città in cui ritorna. È amichevole ed è un bravo ragazzo, sebbene spesso manchi di un po' di sensibilità: stuzzica infatti continuamente le ragazze con cui a che fare, soprattutto Ayu. Quando era bambino, era solito passare le vacanze invernali in quella stessa città in cui è tornato, sebbene ora ha una strana amnesia che gli impedisce di ricordarsi gli eventi di sette anni prima, quando era stato lì per l'ultima volta. All'inizio non sembra voler ricordare quello che è accaduto, poi lentamente le memorie cominciano a tornare, dopo aver incontrato alcune ragazze che dicono di conoscerlo. Yuuichi decide allora di aiutare queste ragazze nei loro problemi, sperando di riuscire a proteggerle.
Nella visual novel il suo viso non viene mai mostrato, fatto che accade anche in numerosi altri giochi, per immedesimare il giocatore nel suo ruolo di protagonista.
In lingua originale è doppiato da Atsushi Kisaichi (Anime 2002), Tomokazu Sugita (Anime 2006, PSP) e Miwa Yasuda (da bambino).

### Ayu Tsukimiya
(Ayu)
Ayu Tsukimiya (月宮 あゆ?, Tsukimiya Ayu) è una ragazza allegra e vivace, che Yuuichi incontra il giorno successivo al suo arrivo. Ha l'abitudine di scontrarsi fisicamente con il ragazzo ogni volta che lo incontra, o finire distesa per terra quando lui si sposta. Mentre i loro incontri casuali al distretto commerciale continuano, Ayu dice al ragazzo di essere alla ricerca di qualcosa che ha perso, ma che non riesce a ricordare dove sia o che cosa sia. Ha inoltre due tratti distintivi: il primo è di usare il pronome personale giapponese boku (僕?) (prima persona singolare con connotazione maschile), invece di atashi (prima persona singolare con connotazione femminile) o watashi (prima persona singolare senza connotazione); il secondo è la sua espressione "Uguu.." (うぐぅ?), che ripete in continuazione per esprimere frustrazione, rabbia e paura. Il suo cibo preferito è taiyaki, dolci invernali a forma di pesce Tai.
In lingua originale è doppiata da Yui Horie.

### Nayuki Minase
(Nayuki)
Nayuki Minase (水瀬 名雪?, Minase Nayuki) è la cugina di Yuuichi, da cui il ragazzo si trasferisce all'inizio della storia. Vive con la madre Akiko, e come lei stessa dice, non si sono mai sentite sole, nemmeno quando non c'era Yuuichi. Nayuki è una gran dormigliona, e ha moltissime difficoltà ad alzarsi la mattina, riaddormentandosi spesso anche mentre fa colazione. Per rimediare a ciò, ha un gran numero di sveglie che ogni mattina suonano con un gran baccano e che, nonostante tutto, non riescono a svegliarla. Lei e Yuuichi si ritrovano quindi molto spesso a dover correre per arrivare in classe in orario. Tale abitudine la tiene così in allenamento per il club di atletica di cui è il capitano. Sebbene le capiti di addormentarsi anche in classe o mentre studia la sera, è un'ottima studentessa e Yuuichi spesso copia da lei gli appunti. Ha anche l'abitudine di dire a Yuuichi ovvietà, come che è iniziata la pausa pranzo o che la scuola è finita per quel giorno.
Nayuki è una ragazza gentile e premurosa, e si dimostra molto contenta dell'arrivo del cugino. È infatti sempre stata innamorata di lui (in Giappone le relazioni tra cugini sono legali), e si ingelosisce quando capisce che il ragazzo potrebbe innamorarsi di un'altra delle ragazze, ma non vuole ammettere i propri sentimenti ed finisce per evitare il ragazzo. Il suo cibo preferito è il sundae alla fragola, e in generale questo frutto.
In lingua originale è doppiata da Mariko Kōda.

### Shiori Misaka
(Shiori)
Shiori Misaka (美坂 栞'?, Misaka Shiori) è una studentessa del primo anno che soffre di una malattia che la costringe a saltare completamente la scuola. Il suo incontro casuale con Yuuichi si trasforma in un rapporto di amicizia duraturo. Quando il ragazzo la incontra nel giardino della scuola il giorno successivo al loro incontro, lei dice di essere venuta per vedere una persona. Nonostante i consigli di Yuuichi di tornare a casa a riposarsi, lei continua a farsi trovare ogni giorno in quel giardino, durante la pausa pranzo.
Ama i dramma e si diverte ad immaginare cosa accadrebbe in un dato momento se si trattasse di uno di essi. Come ipotizzato da Yuuichi, dato il cognome poco diffuso, è la sorella di Kaori. Quest'ultima però nega fortemente la parentela, senza tuttavia suscitare biasimo in Shiori. Il suo cibo preferito è il gelato alla vaniglia, che ama mangiare nonostante sia pieno inverno.
In lingua originale è doppiata da Hiroko Konishi (Dreamcast e PS2) e Akemi Satō (anime, PSP).

### Makoto Sawatari
(Makoto)
Makoto Sawatari (沢渡 真琴?, Sawatari Makoto) è una misteriosa ragazza che aggredisce Yuuichi per la strada, svenendo subito dopo per mancanza di forze. Il ragazzo la porta a casa sua per soccorrerla, e quando si riprende dice di soffrire di amnesia: l'unica cosa che ricorda è il suo nome e un odio viscerale per il ragazzo. Viene quindi ospitata finché non ricorderà altro o potrà trovare la sua famiglia, continuando a fare dispetti a Yuuichi. Quando il ragazzo si dimostra nonostante tutto affezionato a lei, riportandola a casa quando scappa perché si sente di troppo, i due cominciano ad andare d'accordo, ma le condizioni di salute Makoto iniziano a peggiorare. Soprattutto all'inizio, si sente come un cucciolo abbandonato, provando compassione per un gatto siamese randagio che trova, e che alla fine porta con sé a casa dandogli il nome di Piro.
Si comporta spesso in modo infantile, estremizzando il suo odio o amore per Yuuichi rispettivamente con dispetti o notevoli attenzioni. Come Ayu, anche lei ha una sua espressione caratteristica che è "Aww..." (あうぅ?), usata ogni volta che viene maltrattata. Il suo cibo preferito è il nikuman.
In lingua originale è doppiata da Mayumi Iizuka.

### Mai Kawasumi
(Mai)
Mai Kawasumi (川澄 舞?, Kawasumi Mai) è una studentessa del terzo anno, incontra Yuuichi di notte, mentre combatte dei mostri che sembrano infestare la scuola. A causa di ciò, viene continuamente incolpata dei danni dovuti alla lotta notturna, ed è stata più volte sospesa. Yuuichi inizia quindi a portarle la cena quando va a trovarla di notte a scuola, cercando di aiutarla nella sua lotta. Mai nonostante tutto, all'inizio è incapace di fare conversazione, interessandosi quasi più al cibo di lui. La sua unica amica è Sayuri, che all'opposto di lei, è cordiale e socievole. Ella non crede inoltre nella pessima reputazione che Mai ha a scuola, sostenendo che sia una brava persona.
Ha un carattere introverso e schivo, non esprimendo mai le sue emozioni. Il suo cibo preferito è il gyuudon, un pasticcio di manzo e riso.
In lingua originale è doppiata da Yukari Tamura.

## Secondari

### Akiko Minase
Akiko Minase (水瀬 秋子?, Minase Akiko) è la madre di Nayuki e zia di Yuuichi. È una donna giovane, cordiale, gentile e disponibile; è un'ottima cuoca, con una passione per le confetture che ama fare in prima persona: la marmellata di fragole è la preferita di Nayuki che infatti la mangia ogni mattina, mentre quella "speciale" è tristemente nota per essere immangiabile, ma non si conosce il suo contenuto. Oltre alle faccende di casa e a cucinare, ha un lavoro, ma viene lasciato il mistero su quale sia. Si mantiene calma in ogni situazione e si dimostra sempre accogliente, accettando senza problemi di far vivere con loro Makoto, Piro e per qualche giorno Ayu. È l'unica a conoscenza di tutti gli avvenimenti di sette anni prima ed ogni tanto lascia degli indizi a Yuuichi.
In lingua originale è doppiata da Yūko Minaguchi.

### Kaori Misaka
Kaori Misaka (美坂 香里?, Misaka Kaori) è una compagna di classe di Yuuichi e Nayuki, grande amica di quest'ultima. Nega strenuamente di avere una sorella, indispettendosi per la domanda. Tranne che in questi momenti, è sempre calma, educata e intelligente.
In lingua originale è doppiata da Ayako Kawasumi.

### Mishio Amano
Mishio Amano (天野 美汐?, Amano Mishio) è una misteriosa ragazza che sembra conoscere Makoto e mette in guardia Yuuichi dicendogli di starle lontano. Ha sempre un'espressione triste sul volto, e in classe è sempre da sola.
In lingua originale è doppiata da Maaya Sakamoto.

### Sayuri Kurata
(Risata di Sayuri)
Sayuri Kurata (倉田 佐祐理?, Kurata Sayuri) è l'unica amica di Mai. Al contrario di questa, è molto solare e ha l'abitudine di pranzare con lei, lontana dagli altri, sul pianerottolo delle scale della scuola. Figlia di una famiglia benestante e conosciuta, è sempre molto educata, cerca sempre di aiutare gli altri e difende strenuamente l'amica. È inoltre un'ottima cuoca e prepara sempre il pranzo per lei, Mai ed in seguito per Yuuichi. Il concilio degli studenti cerca da tempo di farla unire a sé per ottenere prestigio, ma la ragazza rifiuta perché dice di doversi occupare di altro. Come accade per alcune altre ragazze in Giappone, si riferisce a sé parlando in terza persona.
In lingua originale è doppiata da Tomoko Kawakami.

### Jun Kitagawa
Jun Kitagawa (北川 潤?, Kitagawa Jun) è un compagno di classe e amico di Yuuichi. Siede dietro il ragazzo ed è, apparentemente, il suo unico amico maschio. È piuttosto socievole e cerca sempre di stare con Kaori, che però rifiuta le sue attenzioni.
In lingua originale è doppiato da Tomokazu Seki.

### Kuze
Kuze (久瀬?) è uno dei rappresentanti del consiglio degli studenti. Si comporta sempre in maniera altezzosa da snob, disprezzando Mai e il suo comportamento incivile.
La sua figura non viene mostrata nella visual novel.
In lingua originale è doppiato da Hiroshi Kamiya (anime 2002, Drama CD) e Kenji Nojima (anime 2006).

### Piro
Piro (ぴろ?), il cui nome completo è Piroshiki, è una gattina siamese randagia trovata da Makoto, e successivamente adottata. Il suo nome deriva dal Pirozhki (plurale di pirozhok, in russo: пирожок, пирожки), traslitterato anche come piroshki (o pyrizhky in ucraino: пиріжки), un piatto russo che consiste in una panino ripieno di carne, proprio come i nikuman che piacciono tanto a Makoto. Ha l'abitudine di stare sdraiata sulla testa della ragazza.

### Kazuya Kurata
Kazuya Kurata (倉田 一弥?, Kurata Kazuya) è il fratello minore di Sayuri, la cui morte ha segnato profondamente la sorella. Il padre chiese a Sayuri di essere una brava sorella, e lei trattò sempre il fratello in modo severo, perché crescesse come un vero uomo. Il bambino però era cagionevole di salute e si ammalò; la sorella decise quindi di fare un'eccezione e giocare con lui, ma fu l'ultima volta, perché poco dopo il bambino morì.
Il personaggio non compare nell'anime del 2002.